# ジョージア州の都市圏の一覧

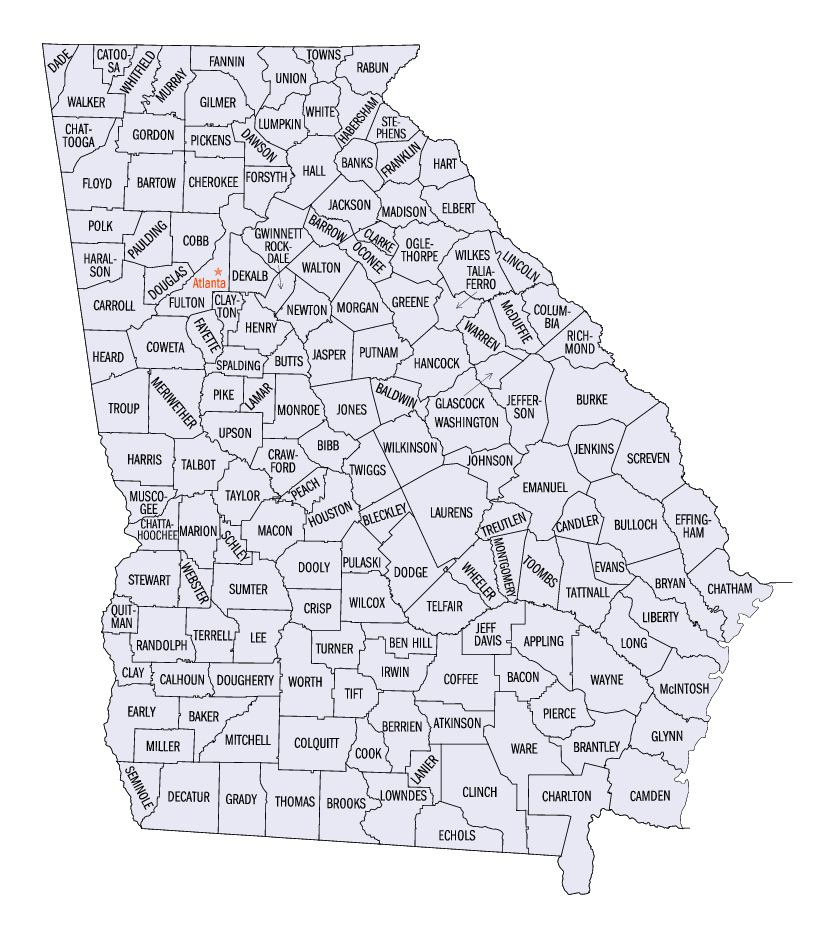
ジョージア州の159郡を示す地図

本項目はジョージア州の都市圏の一覧（ジョージアしゅうのとしけんのいちらん）である。
アメリカ合衆国国勢調査局は、ジョージア州に合同統計地域（CSA/広域都市圏）7ヶ所、大都市統計地域（MSA/都市圏）15ヶ所、および小都市統計地域（μSA/小都市圏）24ヶ所を定義している。下表には、左列より以下の情報を示す。
- 合同統計地域（定義されている場合）の名称
- 合同統計地域の人口
- コアベース統計地域（大都市統計地域および小都市統計地域）の名称
- コアベース統計地域の人口
- 各統計地域に含まれる郡の名称
- 各統計地域に含まれる郡の人口

なお、下表においては、ジョージア州と他州にまたがる合同統計地域およびコアベース統計地域については、名称と統計地域の総人口を青緑色で、ジョージア州内の人口を黒色でそれぞれ示す。また、他州のコアベース統計地域および郡については、その名称と人口を緑色でそれぞれ示す。
下表における人口の数値はすべて2020年に行われた国勢調査時のものである。また、合同統計地域、コアベース統計地域（大都市統計地域・小都市統計地域）のいずれも、2023年7月21日時点での定義に従う。
| 合同統計地域                                                     | 人口                | コアベース統計地域                                 | 人口            | 郡                         | 人口      |
| ---------------------------------------------------------------- | ------------------- | -------------------------------------------------- | --------------- | -------------------------- | --------- |
| アトランタ・アセンズ・クラーク郡・サンディスプリングス広域都市圏 | 6,942,683 6,907,911 | アトランタ・サンディスプリングス・ロズウェル都市圏 | 6,071,315       | フルトン郡                 | 1,066,710 |
| アトランタ・アセンズ・クラーク郡・サンディスプリングス広域都市圏 | 6,942,683 6,907,911 | アトランタ・サンディスプリングス・ロズウェル都市圏 | 6,071,315       | グウィネット郡             | 957,062   |
| アトランタ・アセンズ・クラーク郡・サンディスプリングス広域都市圏 | 6,942,683 6,907,911 | アトランタ・サンディスプリングス・ロズウェル都市圏 | 6,071,315       | コブ郡                     | 766,149   |
| アトランタ・アセンズ・クラーク郡・サンディスプリングス広域都市圏 | 6,942,683 6,907,911 | アトランタ・サンディスプリングス・ロズウェル都市圏 | 6,071,315       | ディカーブ郡               | 764,382   |
| アトランタ・アセンズ・クラーク郡・サンディスプリングス広域都市圏 | 6,942,683 6,907,911 | アトランタ・サンディスプリングス・ロズウェル都市圏 | 6,071,315       | クレイトン郡               | 297,595   |
| アトランタ・アセンズ・クラーク郡・サンディスプリングス広域都市圏 | 6,942,683 6,907,911 | アトランタ・サンディスプリングス・ロズウェル都市圏 | 6,071,315       | チェロキー郡               | 266,620   |
| アトランタ・アセンズ・クラーク郡・サンディスプリングス広域都市圏 | 6,942,683 6,907,911 | アトランタ・サンディスプリングス・ロズウェル都市圏 | 6,071,315       | フォーサイス郡             | 251,283   |
| アトランタ・アセンズ・クラーク郡・サンディスプリングス広域都市圏 | 6,942,683 6,907,911 | アトランタ・サンディスプリングス・ロズウェル都市圏 | 6,071,315       | ヘンリー郡                 | 240,712   |
| アトランタ・アセンズ・クラーク郡・サンディスプリングス広域都市圏 | 6,942,683 6,907,911 | アトランタ・サンディスプリングス・ロズウェル都市圏 | 6,071,315       | ポールディング郡           | 168,661   |
| アトランタ・アセンズ・クラーク郡・サンディスプリングス広域都市圏 | 6,942,683 6,907,911 | アトランタ・サンディスプリングス・ロズウェル都市圏 | 6,071,315       | コウェタ郡                 | 146,158   |
| アトランタ・アセンズ・クラーク郡・サンディスプリングス広域都市圏 | 6,942,683 6,907,911 | アトランタ・サンディスプリングス・ロズウェル都市圏 | 6,071,315       | ダグラス郡                 | 144,237   |
| アトランタ・アセンズ・クラーク郡・サンディスプリングス広域都市圏 | 6,942,683 6,907,911 | アトランタ・サンディスプリングス・ロズウェル都市圏 | 6,071,315       | ファイエット郡             | 119,194   |
| アトランタ・アセンズ・クラーク郡・サンディスプリングス広域都市圏 | 6,942,683 6,907,911 | アトランタ・サンディスプリングス・ロズウェル都市圏 | 6,071,315       | キャロル郡                 | 119,148   |
| アトランタ・アセンズ・クラーク郡・サンディスプリングス広域都市圏 | 6,942,683 6,907,911 | アトランタ・サンディスプリングス・ロズウェル都市圏 | 6,071,315       | ニュートン郡               | 112,483   |
| アトランタ・アセンズ・クラーク郡・サンディスプリングス広域都市圏 | 6,942,683 6,907,911 | アトランタ・サンディスプリングス・ロズウェル都市圏 | 6,071,315       | バートウ郡                 | 108,901   |
| アトランタ・アセンズ・クラーク郡・サンディスプリングス広域都市圏 | 6,942,683 6,907,911 | アトランタ・サンディスプリングス・ロズウェル都市圏 | 6,071,315       | ウォルトン郡               | 96,673    |
| アトランタ・アセンズ・クラーク郡・サンディスプリングス広域都市圏 | 6,942,683 6,907,911 | アトランタ・サンディスプリングス・ロズウェル都市圏 | 6,071,315       | ロックデール郡             | 93,570    |
| アトランタ・アセンズ・クラーク郡・サンディスプリングス広域都市圏 | 6,942,683 6,907,911 | アトランタ・サンディスプリングス・ロズウェル都市圏 | 6,071,315       | バロウ郡                   | 83,505    |
| アトランタ・アセンズ・クラーク郡・サンディスプリングス広域都市圏 | 6,942,683 6,907,911 | アトランタ・サンディスプリングス・ロズウェル都市圏 | 6,071,315       | スポルディング郡           | 67,306    |
| アトランタ・アセンズ・クラーク郡・サンディスプリングス広域都市圏 | 6,942,683 6,907,911 | アトランタ・サンディスプリングス・ロズウェル都市圏 | 6,071,315       | ピケンズ郡                 | 33,216    |
| アトランタ・アセンズ・クラーク郡・サンディスプリングス広域都市圏 | 6,942,683 6,907,911 | アトランタ・サンディスプリングス・ロズウェル都市圏 | 6,071,315       | ハラルソン郡               | 29,919    |
| アトランタ・アセンズ・クラーク郡・サンディスプリングス広域都市圏 | 6,942,683 6,907,911 | アトランタ・サンディスプリングス・ロズウェル都市圏 | 6,071,315       | ドーソン郡                 | 26,798    |
| アトランタ・アセンズ・クラーク郡・サンディスプリングス広域都市圏 | 6,942,683 6,907,911 | アトランタ・サンディスプリングス・ロズウェル都市圏 | 6,071,315       | バッツ郡                   | 25,434    |
| アトランタ・アセンズ・クラーク郡・サンディスプリングス広域都市圏 | 6,942,683 6,907,911 | アトランタ・サンディスプリングス・ロズウェル都市圏 | 6,071,315       | メリウェザー郡             | 20,613    |
| アトランタ・アセンズ・クラーク郡・サンディスプリングス広域都市圏 | 6,942,683 6,907,911 | アトランタ・サンディスプリングス・ロズウェル都市圏 | 6,071,315       | モーガン郡                 | 20,097    |
| アトランタ・アセンズ・クラーク郡・サンディスプリングス広域都市圏 | 6,942,683 6,907,911 | アトランタ・サンディスプリングス・ロズウェル都市圏 | 6,071,315       | パイク郡                   | 18,889    |
| アトランタ・アセンズ・クラーク郡・サンディスプリングス広域都市圏 | 6,942,683 6,907,911 | アトランタ・サンディスプリングス・ロズウェル都市圏 | 6,071,315       | ジャスパー郡               | 14,588    |
| アトランタ・アセンズ・クラーク郡・サンディスプリングス広域都市圏 | 6,942,683 6,907,911 | アトランタ・サンディスプリングス・ロズウェル都市圏 | 6,071,315       | ハード郡                   | 11,412    |
| アトランタ・アセンズ・クラーク郡・サンディスプリングス広域都市圏 | 6,942,683 6,907,911 | アセンズ・クラーク郡都市圏                         | 215,415         | クラーク郡                 | 128,671   |
| アトランタ・アセンズ・クラーク郡・サンディスプリングス広域都市圏 | 6,942,683 6,907,911 | アセンズ・クラーク郡都市圏                         | 215,415         | オコニー郡                 | 41,799    |
| アトランタ・アセンズ・クラーク郡・サンディスプリングス広域都市圏 | 6,942,683 6,907,911 | アセンズ・クラーク郡都市圏                         | 215,415         | マディソン郡               | 30,120    |
| アトランタ・アセンズ・クラーク郡・サンディスプリングス広域都市圏 | 6,942,683 6,907,911 | アセンズ・クラーク郡都市圏                         | 215,415         | オグルソープ郡             | 14,825    |
| アトランタ・アセンズ・クラーク郡・サンディスプリングス広域都市圏 | 6,942,683 6,907,911 | ゲインズビル都市圏                                 | 203,136         | ホール郡                   | 203,136   |
| アトランタ・アセンズ・クラーク郡・サンディスプリングス広域都市圏 | 6,942,683 6,907,911 | ラグランジ小都市圏                                 | 104,198 69,426  | トループ郡                 | 69,426    |
| アトランタ・アセンズ・クラーク郡・サンディスプリングス広域都市圏 | 6,942,683 6,907,911 | ラグランジ小都市圏                                 | 104,198 69,426  | アラバマ州チェンバース郡   | 34,772    |
| アトランタ・アセンズ・クラーク郡・サンディスプリングス広域都市圏 | 6,942,683 6,907,911 | ローム都市圏                                       | 98,584          | フロイド郡                 | 98,584    |
| アトランタ・アセンズ・クラーク郡・サンディスプリングス広域都市圏 | 6,942,683 6,907,911 | ジェファーソン小都市圏                             | 75,907          | ジャクソン郡               | 75,907    |
| アトランタ・アセンズ・クラーク郡・サンディスプリングス広域都市圏 | 6,942,683 6,907,911 | カルフーン小都市圏                                 | 57,544          | ゴードン郡                 | 57,544    |
| アトランタ・アセンズ・クラーク郡・サンディスプリングス広域都市圏 | 6,942,683 6,907,911 | コーネリア小都市圏                                 | 46,031          | ハーバーシャム郡           | 46,031    |
| アトランタ・アセンズ・クラーク郡・サンディスプリングス広域都市圏 | 6,942,683 6,907,911 | シーダータウン小都市圏                             | 42,853          | ポーク郡                   | 42,853    |
| アトランタ・アセンズ・クラーク郡・サンディスプリングス広域都市圏 | 6,942,683 6,907,911 | トーマストン小都市圏                               | 27,700          | アプソン郡                 | 27,700    |
| サバンナ・ハインズビル・ステーツボロ広域都市圏                   | 608,239             | サバンナ都市圏                                     | 404,798         | チャタム郡                 | 295,291   |
| サバンナ・ハインズビル・ステーツボロ広域都市圏                   | 608,239             | サバンナ都市圏                                     | 404,798         | エフィンガム郡             | 64,769    |
| サバンナ・ハインズビル・ステーツボロ広域都市圏                   | 608,239             | サバンナ都市圏                                     | 404,798         | ブライアン郡               | 44,738    |
| サバンナ・ハインズビル・ステーツボロ広域都市圏                   | 608,239             | ステーツボロ小都市圏                               | 91,873          | ブロック郡                 | 81,099    |
| サバンナ・ハインズビル・ステーツボロ広域都市圏                   | 608,239             | ステーツボロ小都市圏                               | 91,873          | エバンス郡                 | 10,774    |
| サバンナ・ハインズビル・ステーツボロ広域都市圏                   | 608,239             | ハインズビル都市圏                                 | 81,424          | リバティ郡                 | 65,256    |
| サバンナ・ハインズビル・ステーツボロ広域都市圏                   | 608,239             | ハインズビル都市圏                                 | 81,424          | ロング郡                   | 16,168    |
| サバンナ・ハインズビル・ステーツボロ広域都市圏                   | 608,239             | ジェサップ小都市圏                                 | 30,144          | ウェイン郡                 | 30,144    |
| メーコン・ビブ郡・ワーナーロビンズ広域都市圏                     | 425,416             | メーコン・ビブ郡都市圏                             | 233,802         | ビッブ郡                   | 157,346   |
| メーコン・ビブ郡・ワーナーロビンズ広域都市圏                     | 425,416             | メーコン・ビブ郡都市圏                             | 233,802         | ジョーンズ郡               | 28,347    |
| メーコン・ビブ郡・ワーナーロビンズ広域都市圏                     | 425,416             | メーコン・ビブ郡都市圏                             | 233,802         | モンロー郡                 | 27,957    |
| メーコン・ビブ郡・ワーナーロビンズ広域都市圏                     | 425,416             | メーコン・ビブ郡都市圏                             | 233,802         | クロフォード郡             | 12,130    |
| メーコン・ビブ郡・ワーナーロビンズ広域都市圏                     | 425,416             | メーコン・ビブ郡都市圏                             | 233,802         | トゥイッグス郡             | 8,022     |
| メーコン・ビブ郡・ワーナーロビンズ広域都市圏                     | 425,416             | ワーナーロビンズ都市圏                             | 191,614         | ハウストン郡               | 163,633   |
| メーコン・ビブ郡・ワーナーロビンズ広域都市圏                     | 425,416             | ワーナーロビンズ都市圏                             | 191,614         | ピーチ郡                   | 27,981    |
|                                                                  |                     | オーガスタ・リッチモンド郡都市圏                   | 611,000 416,535 | リッチモンド郡             | 206,607   |
| サウスカロライナ州エイキン郡                                     | 168,808             | オーガスタ・リッチモンド郡都市圏                   | 611,000 416,535 |                            |           |
| コロンビア郡                                                     | 156,010             | オーガスタ・リッチモンド郡都市圏                   | 611,000 416,535 |                            |           |
| サウスカロライナ州エッジフィールド郡                             | 25,657              | オーガスタ・リッチモンド郡都市圏                   | 611,000 416,535 |                            |           |
| バーク郡                                                         | 24,596              | オーガスタ・リッチモンド郡都市圏                   | 611,000 416,535 |                            |           |
| マクダフィ郡                                                     | 21,632              | オーガスタ・リッチモンド郡都市圏                   | 611,000 416,535 |                            |           |
| リンカーン郡                                                     | 7,690               | オーガスタ・リッチモンド郡都市圏                   | 611,000 416,535 |                            |           |
| チャタヌーガ・クリーブランド・ダルトン広域都市圏                 | 975,226 319,579     | チャタヌーガ都市圏                                 | 562,647 151,777 | テネシー州ハミルトン郡     | 366,207   |
| チャタヌーガ・クリーブランド・ダルトン広域都市圏                 | 975,226 319,579     | チャタヌーガ都市圏                                 | 562,647 151,777 | カトーサ郡                 | 67,872    |
| チャタヌーガ・クリーブランド・ダルトン広域都市圏                 | 975,226 319,579     | チャタヌーガ都市圏                                 | 562,647 151,777 | ウォーカー郡               | 67,654    |
| チャタヌーガ・クリーブランド・ダルトン広域都市圏                 | 975,226 319,579     | チャタヌーガ都市圏                                 | 562,647 151,777 | テネシー州マリオン郡       | 28,837    |
| チャタヌーガ・クリーブランド・ダルトン広域都市圏                 | 975,226 319,579     | チャタヌーガ都市圏                                 | 562,647 151,777 | デイド郡                   | 16,251    |
| チャタヌーガ・クリーブランド・ダルトン広域都市圏                 | 975,226 319,579     | チャタヌーガ都市圏                                 | 562,647 151,777 | テネシー州スクアッチ郡     | 15,826    |
| チャタヌーガ・クリーブランド・ダルトン広域都市圏                 | 975,226 319,579     | ダルトン都市圏                                     | 142,837         | ウィットフィールド郡       | 102,864   |
| チャタヌーガ・クリーブランド・ダルトン広域都市圏                 | 975,226 319,579     | ダルトン都市圏                                     | 142,837         | マレー郡                   | 39,973    |
| チャタヌーガ・クリーブランド・ダルトン広域都市圏                 | 975,226 319,579     | クリーブランド都市圏                               | 126,164         | テネシー州ブラッドリー郡   | 108,620   |
| チャタヌーガ・クリーブランド・ダルトン広域都市圏                 | 975,226 319,579     | クリーブランド都市圏                               | 126,164         | テネシー州ポーク郡         | 17,544    |
| チャタヌーガ・クリーブランド・ダルトン広域都市圏                 | 975,226 319,579     | アセンズ小都市圏                                   | 66,034          | テネシー州マクミン郡       | 53,276    |
| チャタヌーガ・クリーブランド・ダルトン広域都市圏                 | 975,226 319,579     | アセンズ小都市圏                                   | 66,034          | テネシー州メグズ郡         | 12,758    |
| チャタヌーガ・クリーブランド・ダルトン広域都市圏                 | 975,226 319,579     | スコッツボロ小都市圏                               | 52,579          | アラバマ州ジャクソン郡     | 52,579    |
| チャタヌーガ・クリーブランド・ダルトン広域都市圏                 | 975,226 319,579     | サマービル小都市圏                                 | 24,965          | チャトゥーガ郡             | 24,965    |
| コロンバス・オーバーン・オーペライカ広域都市圏                   | 563,967 269,700     | コロンバス都市圏                                   | 328,883 269,700 | マスコギー郡               | 206,922   |
| コロンバス・オーバーン・オーペライカ広域都市圏                   | 563,967 269,700     | コロンバス都市圏                                   | 328,883 269,700 | アラバマ州ラッセル郡       | 59,183    |
| コロンバス・オーバーン・オーペライカ広域都市圏                   | 563,967 269,700     | コロンバス都市圏                                   | 328,883 269,700 | ハリス郡                   | 34,668    |
| コロンバス・オーバーン・オーペライカ広域都市圏                   | 563,967 269,700     | コロンバス都市圏                                   | 328,883 269,700 | チャタフーチ郡             | 9,565     |
| コロンバス・オーバーン・オーペライカ広域都市圏                   | 563,967 269,700     | コロンバス都市圏                                   | 328,883 269,700 | マリオン郡                 | 7,498     |
| コロンバス・オーバーン・オーペライカ広域都市圏                   | 563,967 269,700     | コロンバス都市圏                                   | 328,883 269,700 | タルボット郡               | 5,733     |
| コロンバス・オーバーン・オーペライカ広域都市圏                   | 563,967 269,700     | コロンバス都市圏                                   | 328,883 269,700 | スチュアート郡             | 5,314     |
| コロンバス・オーバーン・オーペライカ広域都市圏                   | 563,967 269,700     | オーバーン・オーペライカ都市圏                     | 193,773         | アラバマ州リー郡           | 174,241   |
| コロンバス・オーバーン・オーペライカ広域都市圏                   | 563,967 269,700     | オーバーン・オーペライカ都市圏                     | 193,773         | アラバマ州メイコン郡       | 19,532    |
| コロンバス・オーバーン・オーペライカ広域都市圏                   | 563,967 269,700     | アレクサンダーシティ小都市圏                       | 41,311          | アラバマ州タラプーサ郡     | 41,311    |
|                                                                  |                     | オールバニ都市圏                                   | 148,922         | ドウアティ郡               | 85,790    |
| リー郡                                                           | 33,163              | オールバニ都市圏                                   | 148,922         |                            |           |
| ワース郡                                                         | 20,784              | オールバニ都市圏                                   | 148,922         |                            |           |
| テレル郡                                                         | 9,185               | オールバニ都市圏                                   | 148,922         |                            |           |
|                                                                  |                     | バルドスタ都市圏                                   | 148,126         | ラウンズ郡                 | 118,251   |
| ブルックス郡                                                     | 16,301              | バルドスタ都市圏                                   | 148,126         |                            |           |
| ラニア郡                                                         | 9,877               | バルドスタ都市圏                                   | 148,126         |                            |           |
| エコルズ郡                                                       | 3,697               | バルドスタ都市圏                                   | 148,126         |                            |           |
|                                                                  |                     | ブランズウィック・セントシモンズ都市圏             | 113,495         | グリン郡                   | 84,499    |
| ブラントリー郡                                                   | 18,021              | ブランズウィック・セントシモンズ都市圏             | 113,495         |                            |           |
| マッキントシュ郡                                                 | 10,975              | ブランズウィック・セントシモンズ都市圏             | 113,495         |                            |           |
|                                                                  |                     | トーマスビル小都市圏                               | 72,034          | トーマス郡                 | 45,798    |
| グレイディ郡                                                     | 26,236              | トーマスビル小都市圏                               | 72,034          |                            |           |
|                                                                  |                     | ダブリン小都市圏                                   | 58,759          | ローレンス郡               | 49,570    |
| ジョンソン郡                                                     | 9,189               | ダブリン小都市圏                                   | 58,759          |                            |           |
|                                                                  |                     | ウェイクロス小都市圏                               | 55,967          | ウェア郡                   | 36,251    |
| ピアース郡                                                       | 19,716              | ウェイクロス小都市圏                               | 55,967          |                            |           |
| ジャクソンビル・キングスランド・パラトゥカ広域都市圏             | 1,733,937 54,768    | ジャクソンビル都市圏                               | 1,605,848       | フロリダ州デュバル郡       | 995,567   |
| ジャクソンビル・キングスランド・パラトゥカ広域都市圏             | 1,733,937 54,768    | ジャクソンビル都市圏                               | 1,605,848       | フロリダ州セントジョンズ郡 | 273,425   |
| ジャクソンビル・キングスランド・パラトゥカ広域都市圏             | 1,733,937 54,768    | ジャクソンビル都市圏                               | 1,605,848       | フロリダ州クレイ郡         | 218,245   |
| ジャクソンビル・キングスランド・パラトゥカ広域都市圏             | 1,733,937 54,768    | ジャクソンビル都市圏                               | 1,605,848       | フロリダ州ナッソー郡       | 90,352    |
| ジャクソンビル・キングスランド・パラトゥカ広域都市圏             | 1,733,937 54,768    | ジャクソンビル都市圏                               | 1,605,848       | フロリダ州ベイカー郡       | 28,259    |
| ジャクソンビル・キングスランド・パラトゥカ広域都市圏             | 1,733,937 54,768    | パラトゥカ小都市圏                                 | 73,321          | フロリダ州パットナム郡     | 73,321    |
| ジャクソンビル・キングスランド・パラトゥカ広域都市圏             | 1,733,937 54,768    | キングスランド小都市圏                             | 54,768          | カムデン郡                 | 54,768    |
|                                                                  |                     | ダグラス小都市圏                                   | 51,378          | コフィー郡                 | 43,092    |
| アトキンソン郡                                                   | 8,286               | ダグラス小都市圏                                   | 51,378          |                            |           |
|                                                                  |                     | ティフトン小都市圏                                 | 50,350          | ティフト郡                 | 41,344    |
| ターナー郡                                                       | 9,006               | ティフトン小都市圏                                 | 50,350          |                            |           |
|                                                                  |                     | モールトリー小都市圏                               | 45,898          | コルキット郡               | 45,898    |
|                                                                  |                     | ミレッジビル小都市圏                               | 43,799          | ボールドウィン郡           | 43,799    |
|                                                                  |                     | ビダリア小都市圏                                   | 35,640          | トームス郡                 | 27,030    |
| モントゴメリー郡                                                 | 8,610               | ビダリア小都市圏                                   | 35,640          |                            |           |
|                                                                  |                     | アメリカス小都市圏                                 | 34,163          | サムター郡                 | 29,616    |
| スライ郡                                                         | 4,547               | アメリカス小都市圏                                 | 34,163          |                            |           |
| タラハシー・ベインブリッジ広域都市圏                             | 413,665 29,367      | タラハシー都市圏                                   | 384,298         | フロリダ州レオン郡         | 292,198   |
| タラハシー・ベインブリッジ広域都市圏                             | 413,665 29,367      | タラハシー都市圏                                   | 384,298         | フロリダ州ガズデン郡       | 43,826    |
| タラハシー・ベインブリッジ広域都市圏                             | 413,665 29,367      | タラハシー都市圏                                   | 384,298         | フロリダ州ワクラ郡         | 33,764    |
| タラハシー・ベインブリッジ広域都市圏                             | 413,665 29,367      | タラハシー都市圏                                   | 384,298         | フロリダ州ジェファーソン郡 | 14,510    |
| タラハシー・ベインブリッジ広域都市圏                             | 413,665 29,367      | ベインブリッジ小都市圏                             | 29,367          | ディケーター郡             | 29,367    |
|                                                                  |                     | トコア小都市圏                                     | 26,784          | ステファンズ郡             | 26,784    |
|                                                                  |                     | コーデル小都市圏                                   | 20,128          | クリスプ郡                 | 20,128    |
|                                                                  |                     | フィッツジェラルド小都市圏                         | 17,194          | ベンヒル郡                 | 17,194    |
|                                                                  |                     | ユーファウラ小都市圏                               | 27,458 2,235    | アラバマ州バーバー郡       | 25,223    |
| クイットマン郡                                                   | 2,235               | ユーファウラ小都市圏                               | 27,458 2,235    |                            |           |
| （設定無し）                                                     | （設定無し）        | （設定無し）                                       | （設定無し）    | ランプキン郡               | 33,488    |
| （設定無し）                                                     | （設定無し）        | （設定無し）                                       | （設定無し）    | ギルマー郡                 | 31,353    |
| （設定無し）                                                     | （設定無し）        | （設定無し）                                       | （設定無し）    | ホワイト郡                 | 28,003    |
| （設定無し）                                                     | （設定無し）        | （設定無し）                                       | （設定無し）    | ハート郡                   | 25,828    |
| （設定無し）                                                     | （設定無し）        | （設定無し）                                       | （設定無し）    | ファニン郡                 | 25,319    |
| （設定無し）                                                     | （設定無し）        | （設定無し）                                       | （設定無し）    | ユニオン郡                 | 24,632    |
| （設定無し）                                                     | （設定無し）        | （設定無し）                                       | （設定無し）    | フランクリン郡             | 23,424    |
| （設定無し）                                                     | （設定無し）        | （設定無し）                                       | （設定無し）    | タットノール郡             | 22,842    |
| （設定無し）                                                     | （設定無し）        | （設定無し）                                       | （設定無し）    | エマニュエル郡             | 22,768    |
| （設定無し）                                                     | （設定無し）        | （設定無し）                                       | （設定無し）    | パットナム郡               | 22,047    |
| （設定無し）                                                     | （設定無し）        | （設定無し）                                       | （設定無し）    | ミッチェル郡               | 21,755    |
| （設定無し）                                                     | （設定無し）        | （設定無し）                                       | （設定無し）    | ワシントン郡               | 19,988    |
| （設定無し）                                                     | （設定無し）        | （設定無し）                                       | （設定無し）    | ドッジ郡                   | 19,925    |
| （設定無し）                                                     | （設定無し）        | （設定無し）                                       | （設定無し）    | エルバート郡               | 19,637    |
| （設定無し）                                                     | （設定無し）        | （設定無し）                                       | （設定無し）    | グリーン郡                 | 18,915    |
| （設定無し）                                                     | （設定無し）        | （設定無し）                                       | （設定無し）    | ラマー郡                   | 18,500    |
| （設定無し）                                                     | （設定無し）        | （設定無し）                                       | （設定無し）    | アップリング郡             | 18,444    |
| （設定無し）                                                     | （設定無し）        | （設定無し）                                       | （設定無し）    | バーリン郡                 | 18,160    |
| （設定無し）                                                     | （設定無し）        | （設定無し）                                       | （設定無し）    | バンクス郡                 | 18,035    |
| （設定無し）                                                     | （設定無し）        | （設定無し）                                       | （設定無し）    | クック郡                   | 17,229    |
| （設定無し）                                                     | （設定無し）        | （設定無し）                                       | （設定無し）    | ラブン郡                   | 16,883    |
| （設定無し）                                                     | （設定無し）        | （設定無し）                                       | （設定無し）    | ジェファーソン郡           | 15,709    |
| （設定無し）                                                     | （設定無し）        | （設定無し）                                       | （設定無し）    | ジェフデイビス郡           | 14,779    |
| （設定無し）                                                     | （設定無し）        | （設定無し）                                       | （設定無し）    | スクリーブン郡             | 14,067    |
| （設定無し）                                                     | （設定無し）        | （設定無し）                                       | （設定無し）    | ブレックリー郡             | 12,583    |
| （設定無し）                                                     | （設定無し）        | （設定無し）                                       | （設定無し）    | チャールトン郡             | 12,518    |
| （設定無し）                                                     | （設定無し）        | （設定無し）                                       | （設定無し）    | タウンズ郡                 | 12,493    |
| （設定無し）                                                     | （設定無し）        | （設定無し）                                       | （設定無し）    | テルフェア郡               | 12,477    |
| （設定無し）                                                     | （設定無し）        | （設定無し）                                       | （設定無し）    | アーリー郡                 | 12,354    |
| （設定無し）                                                     | （設定無し）        | （設定無し）                                       | （設定無し）    | メイコン郡                 | 12,082    |
| （設定無し）                                                     | （設定無し）        | （設定無し）                                       | （設定無し）    | ドゥーリー郡               | 11,208    |
| （設定無し）                                                     | （設定無し）        | （設定無し）                                       | （設定無し）    | ベーコン郡                 | 11,140    |
| （設定無し）                                                     | （設定無し）        | （設定無し）                                       | （設定無し）    | キャンドラー郡             | 10,981    |
| （設定無し）                                                     | （設定無し）        | （設定無し）                                       | （設定無し）    | プラスキ郡                 | 9,855     |
| （設定無し）                                                     | （設定無し）        | （設定無し）                                       | （設定無し）    | アーウィン郡               | 9,666     |
| （設定無し）                                                     | （設定無し）        | （設定無し）                                       | （設定無し）    | ウィルクス郡               | 9,565     |
| （設定無し）                                                     | （設定無し）        | （設定無し）                                       | （設定無し）    | セミノール郡               | 9,147     |
| （設定無し）                                                     | （設定無し）        | （設定無し）                                       | （設定無し）    | ウィルキンソン郡           | 8,877     |
| （設定無し）                                                     | （設定無し）        | （設定無し）                                       | （設定無し）    | ウィルコックス郡           | 8,766     |
| （設定無し）                                                     | （設定無し）        | （設定無し）                                       | （設定無し）    | ハンコック郡               | 8,735     |
| （設定無し）                                                     | （設定無し）        | （設定無し）                                       | （設定無し）    | ジェンキンス郡             | 8,674     |
| （設定無し）                                                     | （設定無し）        | （設定無し）                                       | （設定無し）    | テイラー郡                 | 7,816     |
| （設定無し）                                                     | （設定無し）        | （設定無し）                                       | （設定無し）    | ウィーラー郡               | 7,471     |
| （設定無し）                                                     | （設定無し）        | （設定無し）                                       | （設定無し）    | クリンチ郡                 | 6,749     |
| （設定無し）                                                     | （設定無し）        | （設定無し）                                       | （設定無し）    | ランドルフ郡               | 6,425     |
| （設定無し）                                                     | （設定無し）        | （設定無し）                                       | （設定無し）    | トロイトレン郡             | 6,406     |
| （設定無し）                                                     | （設定無し）        | （設定無し）                                       | （設定無し）    | ミラー郡                   | 6,000     |
| （設定無し）                                                     | （設定無し）        | （設定無し）                                       | （設定無し）    | カルフーン郡               | 5,573     |
| （設定無し）                                                     | （設定無し）        | （設定無し）                                       | （設定無し）    | ウォーレン郡               | 5,215     |
| （設定無し）                                                     | （設定無し）        | （設定無し）                                       | （設定無し）    | グラスコック郡             | 2,884     |
| （設定無し）                                                     | （設定無し）        | （設定無し）                                       | （設定無し）    | ベイカー郡                 | 2,876     |
| （設定無し）                                                     | （設定無し）        | （設定無し）                                       | （設定無し）    | クレイ郡                   | 2,848     |
| （設定無し）                                                     | （設定無し）        | （設定無し）                                       | （設定無し）    | ウェブスター郡             | 2,348     |
| （設定無し）                                                     | （設定無し）        | （設定無し）                                       | （設定無し）    | タリフェア郡               | 1,559     |

## 註
1. ↑  QuickFacts. U.S. Census Bureau. 2020年.
2. ↑  OMB Bulletin No. 23-01, Revised Delineations of Metropolitan Statistical Areas, Micropolitan Statistical Areas, and Combined Statistical Areas, and Guidance on Uses of the Delineations of These Areas. Office of Management and Budget. 2023年7月21日.